# Seite pfeifen
Seite pfeifen ist eine Ehrenerweisung bei den Seestreitkräften verschiedener Nationen. Für Offiziere und hochrangige Gäste, die an Bord kommen oder das Schiff verlassen, wird mit der Bootsmannsmaatenpfeife Seite gepfiffen. Den Befehl gibt der Wachhabende Offizier (WO) in Vertretung des Kommandanten.

## Ursprünge
Der Brauch hat seinen Ursprung in den Zeiten, als Kapitäne, die einen Besuch auf hoher See machten, in einem Korb mit Hilfe von Leinen oder mit einem Seemannsstuhl aus ihrem Beiboot an Deck gehievt wurden. Ein bekanntes Beispiel für dieses Ritual sind die Verfilmungen der „Meuterei auf der Bounty“: Einen Tag nach dem Einlaufen in Tahiti lässt Kapitän Bligh seine Crew zur Ehrerbietung gegenüber dem auf der Bounty erwarteten Häuptling der Einheimischen „Seite pfeifen“.

## Ausführung
Beim Seite-Pfeifen werden die Kommandos mit der Bootsmannpfeife gegeben, welche über zwei Tonlagen verfügt: Hoch und tief. Ein Triller wird durch das Vibrieren der Zunge hervorgerufen. Bei der deutschen Marine besteht das Signal aus einem tiefen Zwei-Sekunden-Triller und einem kurzen Hochton. Auf Befehl erfolgt danach das „Abpfeifen“.

## Hohe Gäste
Bei der Deutschen Marine ist die Seite fester Bestandteil des „einfachen Bordzeremoniells“. Geschwaderkommandeure und ihre Vorgesetzten, Flaggoffiziere, Botschafter und hohe Staatsvertreter erhalten die Front.